# 이미지 마스터링 API
이미지 마스터링 API 또는 이미지 마스터링 응용 프로그래밍 인터페이스(Image Mastering Application Programming Interface, IMAPI)는 CD 및 DVD 제작 및 기록에 사용되는 마이크로소프트 윈도우 운영 체제의 구성 요소이다.
윈도우 미디어 플레이어, 윈도우 미디어 센터, 윈도우 무비 메이커, 윈도우 DVD 메이커 및 윈도우 탐색기와 같은 윈도우 응용 프로그램은 IMAPI를 사용하여 ISO 9660을 만들고 디스크를 굽는다. 윈도우는 패킷 쓰기를 의미하고 IMAPI를 사용하지 않는 라이브 파일 시스템이라는 용어와 달리 IMAPI를 사용하여 생성된 디스크를 마스터 굽기로 지칭한다.

## 출시 내역
IMAPI는 원래 윈도우 XP에서 도입되었다. IMAPI 버전 2.0은 윈도우 비스타 및 윈도우 서버 2008과 함께 출시되었다. 2007년 6월 26일에 이 버전은 마이크로소프트가 하드웨어 및 소프트웨어 공급업체로부터 요청을 받은 후 윈도우 XP 및 윈도우 서버 2003용 업데이트로 출시되었다.
2009년 1월 19일에 마이크로소프트는 스토리지 1.0용 윈도우 기능 팩을 출시했다. 이 업데이트를 통해 IMAPI 2.0은 기록 가능한 Blu-ray 디스크(BD-R) 및 재기록 가능한 블루레이 디스크(BD-RE) 미디어를 지원할 수 있다. 또한 UDF(유니버설 디스크 포맷) 2.5 파일 시스템에 대한 지원도 추가되었다. 저장소용 윈도우 기능 팩은 윈도우 XP 이상에서 사용할 수 있으며 윈도우 7에 통합되어 있다.

## 같이 보기
- 윈도우 XP의 새로운 기능